# Cinema (tidskrift)
Cinema var ett svenskt livsstilsmagasin med filmfokus som 2009-2011 gavs ut månadsvis av förlaget It is media. Tidskriften startades 2007 av Mediaprovider Scandinavia AB med titeln Allt om Film och var en sammanslagning av den egna tidningen Stardust och den då nyligen inköpta Filmtidningen Ingmar. År 2009 bytte man namn till Cinema i samband med att Mediaprovider 2008 slöt ett samarbetsavtal med It is media gällande produktion och drift.